# Krigsret (militær)
 For alternative betydninger, se Krigsret. (Se også artikler, som begynder med Krigsret)
En krigsret er en militær domstol som dømmer og fastsætter straf for soldater for brud på militær strafferet. Desuden kræver Genevekonventionen at krigsfanger som er tiltalt for krigsforbrydelser bliver prøvet efter samme procedurer som det ansvarlige lands egne soldater.
I Danmark blev krigsret afskaffet i 1919..